# Русско-Баймаковское сельское поселение
Русско-Баймаковское се́льское поселе́ние — муниципальное образование в Рузаевском районе Мордовии Российской Федерации.
Административный центр — деревня Русское Баймаково.

## История
Статус и границы сельского поселения установлены Законом Республики Мордовия от 7 февраля 2005 года № 14-З «Об установлении границ муниципальных образований Рузаевского муниципального района, Рузаевского муниципального района и наделении их статусом сельского поселения, городского поселения и муниципального района».

## Население
| 2002 | 2010 | 2012 | 2013 | 2014 | 2015 | 2016 |
| ---- | ---- | ---- | ---- | ---- | ---- | ---- |
| 500  | ↗543 | ↘541 | ↘535 | ↘514 | ↘500 | ↘494 |
| 2017 | 2018 | 2019 | 2020 | 2021 |      |      |
| →494 | ↘486 | ↘475 | ↘470 | ↘320 |      |      |

## Состав сельского поселения
| № | Населённый пункт     | Тип населённого пункта            | Население |
| - | -------------------- | --------------------------------- | --------- |
| 1 | Кулишейка            | село                              | ↘25       |
| 2 | Макаровка            | деревня                           | →1        |
| 3 | Мордовское Баймаково | деревня                           | ↗9        |
| 4 | Новый Усад           | село                              | ↘80       |
| 5 | Пайгарм              | посёлок железнодорожного разъезда | ↘7        |
| 6 | Русское Баймаково    | деревня, административный центр   | ↗399      |
| 7 | Спасское             | село                              | ↘22       |